# Северо-Латвийская низменность
Се́веро-Латви́йская ни́зменность, или Та́лавская низменность (латыш. Tālavas zemiene), — равнина на севере Латвии. Представляет собой всхолмлённую равнину (высота 40—60 м над уровнем моря) с группами холмов — камов. Состоит из Буртниекской, Седской и Трапенской равнин и Трикатского поднятия. На территории Буртниекской равнины — друмлинный рельеф. У наивысшей вершины — холма Зилайскалнс (латыш. Zilais kalns — Синяя гора) высота 127 м над уровнем моря (находится к западу от города Валмиера). Этот холм часто окутан туманом, поднимающимся с окружающих болот. Вдоль границы с Эстонией, к северу от Талавской низменности — Сакальская возвышенность и Эргемское всхолмление. К востоку от низменности расположена наиболее крупная и высокая возвышенность Латвии — Видземская возвышенность.